# 克里斯蒂安·武尔夫

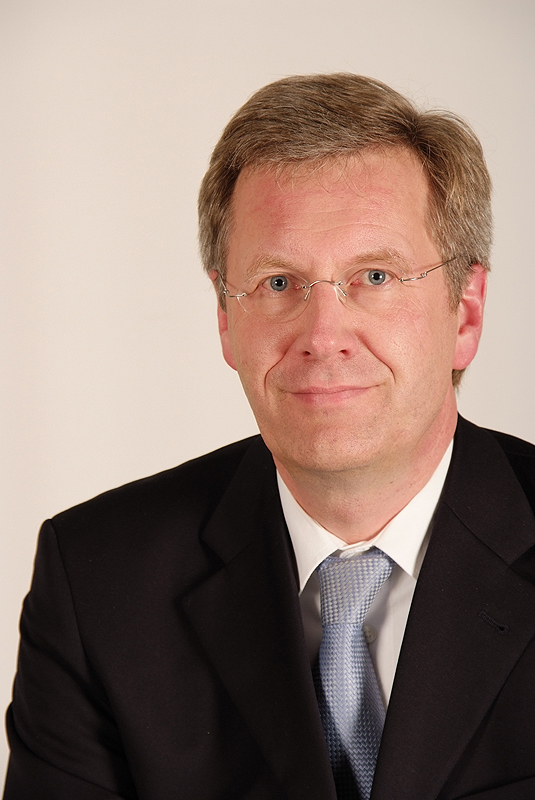
克里斯蒂安·武尔夫

克里斯蒂安·威廉·瓦尔特·武尔夫（德語：Christian Wilhelm Walter Wulff，發音：[ˈkʁɪstjan ˈvɪlhɛlm ˈvaltɐ vʊlf] ⓘ；1959年6月19日—），德国政治人物，曾擔任第10任德國聯邦總統，他是默克爾政府任期內第二位聯邦總統，也是目前德国迄今为止最年轻的总统。

## 生平
生于奥斯纳布吕克，曾在奥斯纳布吕克大学学习法律。
2003年至2010年，武尔夫担任下萨克森州州长。
2007年5月，伍尔夫被上海同济大学授予名誉博士学位。
2010年6月30日，武尔夫51歲当选德国联邦总统，为德国迄今为止最年轻的总统。2012年2月17日，因擔任下薩克森州州長時的貪污指控，加上婚外情醜聞，被迫宣布辞职，在任仅一年半。武爾夫辭去總統一職，是梅克爾總理任內第二位辭職的基民盟總統。

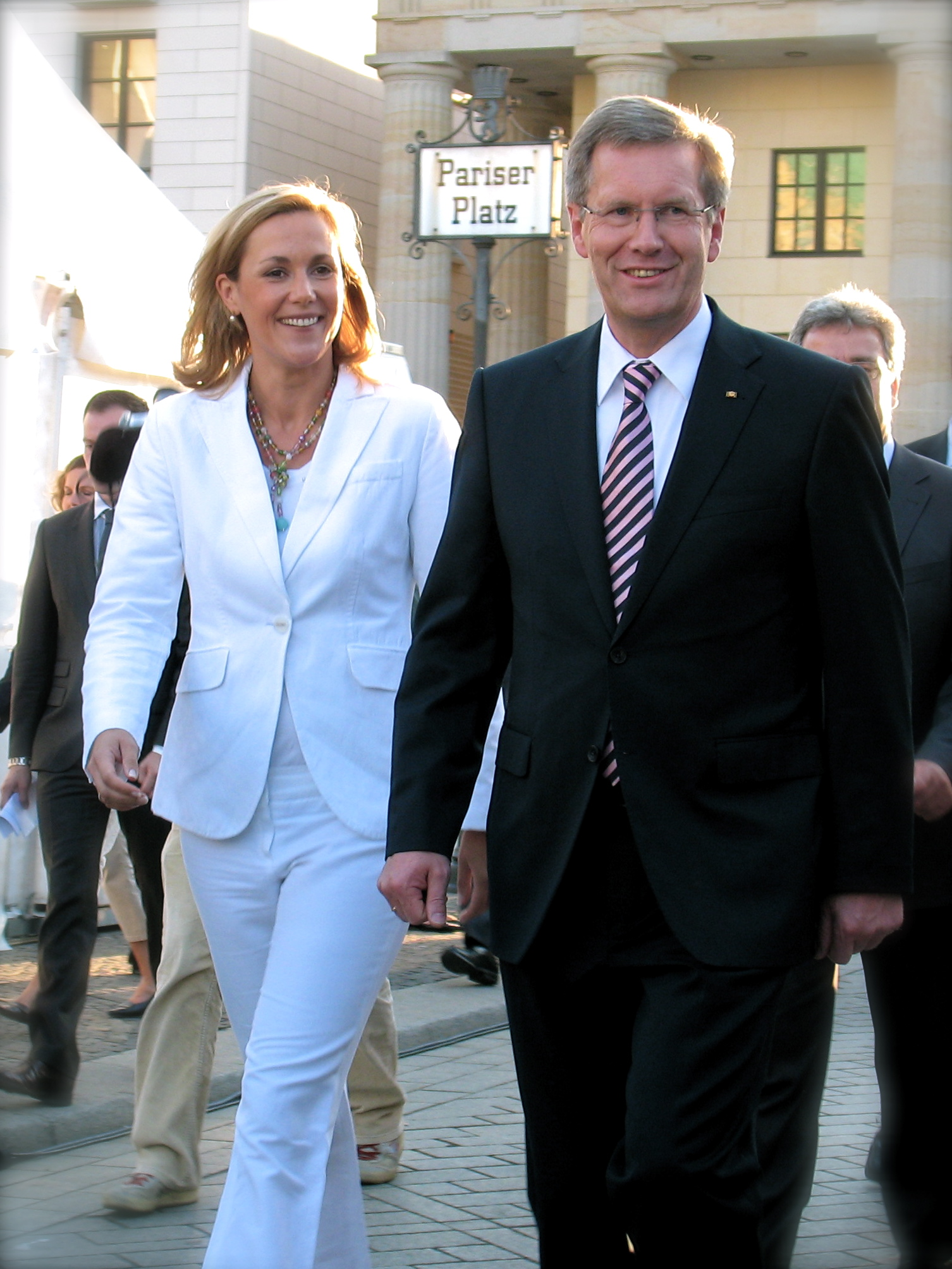
2010年8月，他与妻子Bettina在一起